# Yebra de Basa
Yebra de Basa és un municipi aragonès situat a la província d'Osca i enquadrat a la comarca de l'Alt Gàllego.